# Казалбузоне (Алесандрија)
Казалбузоне је насеље у Италији у округу Алесандрија, региону Пијемонт.
Према процени из 2011. у насељу је живело 6 становника. Насеље се налази на надморској висини од 829 м.